# (18583) Francescopedani
(18583) Francescopedani est un astéroïde de la ceinture principale.

## Description
(18583) Francescopedani est un astéroïde de la ceinture principale. Il fut découvert le 7 décembre 1997 à Cima Ekar par Andrea Boattini et Maura Tombelli. Il présente une orbite caractérisée par un demi-grand axe de 2,43 UA, une excentricité de 0,18 et une inclinaison de 3,1° par rapport à l'écliptique.